# Šićki brod (jezero)
 Ovo je glavno značenje pojma Šićki brod (jezero). Za naselje u blizini ovog jezera pogledajte Šićki Brod.
Jezero Šićki brod je akumulacijsko jezero. Akumulacija ove površinske vode spada u vodne površine na području Grada Tuzle.

## Zemljopis
Dugo je 800 metara u najdužem dijelu i u najširem dijelu široko je 400 metara. Najveće je dubine 35 metara. Dno nije svugdje jednake konfiguracije, ali samo dno pokriva šljunak. Zbog takvih dimenzija vrlo je pogodno za rekreacijski i natjecateljski ribolov. Zato što je smješteno usred rudarskog površinskog kopa, obala djeluje kao da nije na Zemlji. Obala je razvedena malim uvalama.
Protočno je. Redovito u nj dotječe sedam znanih izvora vode. Izvjesno je da ga napaja podosta podvodnih izvora, šot potvrđuje činjenica da zimi dijelove jezera gdje su vjerojatni podvodni izvori nikad nije pokrio led. Institut u Tuzli je ispitao kakvoću vode i dao ju najvišu ocjenu. Voda u jezeru Šićki brod najčišća je od svih jezera u župi Soli.

## Povijest
Nastalo je 1987. na površinskom kopu Šićki Brod, po kojem se i zove. Poribljava ga se planski od 2000-ih, a dotad ga se poribljavalo samo povremeno i mjestimice. Od 2000-ih ga se planski poribljava, uređuje za športski ribolov i imia uređenu ribočuvarsku službu.

## Flora i fauna
Floru čine vodeno raslinje. Fauni je pridonijelo plansko poribljavanje. Isprve ga se nije planiralo poribljavati. Povremeno i mjestimice su ga poribljavali mjesni ribari. 2007. ga je godine poribila ga je športsko-ribolovna sekcija Šićki Brod, koja djeluje pri Športsko-ribolovnoj udruzi Rudar-Kreka iz Tuzle. Zbog nereguliranosti krivolovci su opustošili jezero i slobodno su djelovali sve do veljače 2007. godine, kad je osnovana Sekcija unutar ŠRD “Rudar-Kreka”, koja je izašla s planom očuvanja jezera. Sekciju čine samo ribari zanesenjaci i zaljubljenici ribolova. Župa Soli složila se s prijedlozima ŠRD te je odobrila im preuzeti i gospodarenje. Športsko-ribolovni odjel Šićki Brod u nekoliko je navrata poribio jezero pastrvom. Kakvoća ulovljene ribe pokazuje kakvoću vode i količinu prirodne hrane u jezeru. Šićki brod su poribili i somom, babuškom te šaranom i amurom. Zadnje su kupili ribnjaku Prnjavor. Planira se još jedno obilnije poribljavanje šaranom i amurom radi populariziranja suvremenog šaranskog ribolova, ali i osnivanja šaranske sekcije unutar udruge. Pored ubačenih šarana, jezero ima i "starosjediteljske" ribe, koje su preživjele ribolove. Većinom su to ljuskari (Savski vretenci, divljaci ili torpeda kako ih neki nazivaju) koje su unijeli mjesni ribari. Obilje je i ove bijele ribe u jezeru: crvenperke, bjelice i deverike, što pogoduje populaciji predatorske štuke, ranije donesene. Planira se radi športskog ribolova poribiti jezero s mlađi smuđa. Ribočuvarska služba radi 24 sata na dan, čime se stalo na kraj krivolovu.

## Gospodarstvo
Športski ribolov i turizam. Postoji vikend kućica koju je moguće iznajmiti, pa ribolovci mogu duže boraviti ovdje. Ribarima su sve pozicije pripremljene da se na njih može postaviti šatore. Sve pozicije koje su uređene za kampiranje imaju postavljene odgovarajuće kante za otpadke.